# Internacia Seminario
Pour les articles homonymes, voir Seminario et IS.
IS est l'acronyme de Internacia Seminario (Séminaire international). C'était la plus importante rencontre de jeunes organisée par l'association des jeunes espérantophones allemands (GEJ : Germana Esperanto-Junularo). Elle avait lieu chaque année en Allemagne durant la dernière semaine de décembre. Le programme s'articulait traditionnellement autour d'un thème, occasion de conférences, réunions et groupes de discussion et d'un programme plus divertissant proposant entre autres excursions et concerts, sans oublier le bal du Nouvel An.
À partir de l'année 2009, la rencontre Junulara E-Semajno remplace l'Internacia Seminario et l'Ago-Semajno (eo).

## Histoire de IS
- 52e IS 2008/09 Biedenkopf
- 51e IS 2007/08 Wurtzbourg
- 50e IS 2006/07 Wewelsburg
- 49e IS 2005/06 Xanten
- 48e IS 2004/05 Wetzlar
- 47e IS 2003/04 Naumbourg
- 46e IS 2002/03 Trèves
- 45e IS 2001/02 Rotenburg (Wümme)
- 44e IS 2000/01 Cuxhaven
- 43e IS 1999/2000 Wetzlar
- 42e IS 1998/99 Cassel
- 41e IS 1997/98 Traben-Trarbach
- 40e IS 1996/97 Fribourg
- 39e IS 1995/96 Wetzlar
- 38e IS 1994/95 Tübingen
- 37e IS 1993/94 Neumünster
- 36e IS 1992/93 Bad Kleinen